# 4 Brygada Ochrony Pogranicza (WOP)
4 Brygada Ochrony Pogranicza – zlikwidowana  brygada w strukturze organizacyjnej Wojsk Ochrony Pogranicza pełniąca służbę graniczną na granicy morskiej.

## Formowanie i zmiany organizacyjne
4 Brygada Ochrony Pogranicza JW 5034 (Zarządzenie SzSG Nr 0153/Org. z 21 września 1946) została sformowana w 1948 na bazie 12 Gdańskiego Oddziału WOP, na podstawie rozkazu MON nr 055/org. z 20 marca 1948. Brygada posiadała trzy bataliony, a stan etatowy wynosił 1428 żołnierzy i 12 pracowników cywilnych. Podporządkowana została Głównemu Inspektoratowi Ochrony Pogranicza. Zaopatrzenie nadal realizowane było przez kwatermistrzostwo okręgu wojskowego. 
Sztab brygady stacjonował w Gdańsku ul. Niedziałkowskiego 11.
Zgodnie z rozkazem organizacyjnym nr 036 z 6 kwietnia 1948 szefa Departamentu WOP Gdański 12 Oddział WOP przemianowano na 4 Brygadę WOP, a występujące w jego organizacji pododdziały otrzymały nazwy Samodzielnych Batalionów Ochrony Pogranicza (SBOP): – 19 Komenda Odcinka WOP – 2 SBOP (5 strażnic), – 20 Komenda Odcinka WOP – 8 SBOP (6 strażnic), – 21 Komenda Odcinka WOP – 10 SBOP (5 strażnic).
Rozkazem Ministra Obrony Narodowej nr 205/Org. z 4 grudnia 1948, z dniem 1 stycznia 1949 Wojska Ochrony Pogranicza podporządkowano Ministerstwu Bezpieczeństwa Publicznego. Zaopatrzenie brygady przejęła Komenda Wojewódzka MO.
Celem usprawnienia służby przy kontroli morskiego ruchu rybackiego w brygadzie WOP w Gdańsku wprowadzono w 1949 etatowe Placówki Kontroli Ruchu Rybackiego (PKRR) o dwóch kategoriach „A” (1+15 żołnierzy) i kategorii „B” (1+7 żołnierzy). Rozwiązanie to znacznie wzmocniło ochronę granicy morskiej w sferze rybołówstwa. Jednak pomimo wprowadzenia tych rozwiązań miały miejsce w tym czasie nielegalne przekroczenia na granicy morskiej. M. in. w sierpniu 1949 kutrem „Wła - 18” uciekła z Polski jego załoga, a w październiku nieznani osobnicy uprowadzili do Szwecji również z portu we Władysławowie kuter „Wła - 49”. Przypadki te zadecydowały o powołaniu w portach Hel i Władysławowo oddzielnych placówek WOP – MGPK
Aby nadać ochronie granic większą rangę, podkreślano wojskowy charakter formacji, 1 stycznia 1950 powrócono w nazwach jednostek do wcześniejszego określania: „Wojska Ochrony Pogranicza”.
Na przełomie lat 1950–1951 w składzie brygady WOP w Gdańsku zorganizowano dwa dywizjony jednostek pływających – patrolowców w Gdyni i dozorowców w Gdańsku Nowym Porcie.
Na bazie 4 Brygady Ochrony Pogranicza powstała 16 Brygada WOP.

## Sztandar brygady
Aktu wręczenia sztandaru dokonano w Lęborku 27 czerwca 1948. W uroczystości wziął udział gen. bryg. W. Szlejer, wojewoda gdański Stanisław Zrałek, główny inspektor Ochrony Pogranicza płk Roman Garbowski, przewodniczący WRN w Gdańsku Duda-Dziewierz i starosta powiatu Lębork Tadeusz Trapszo.
Na lewej stronie płata sztandaru w lewym górnym rogu ułożone są w szachownicę herby Gdańska i Gdyni, w prawym górnym rogu - herb Sopotu, w lewym dolnym rogu – herb Wejherowa, a w prawym dolnym ułożono w szachownicę herby Elbląga i Lęborka. W drzewce wbito 19 gwoździ.

## Ochrona granicy
Główny wysiłek w ochronie granicy morskiej ukierunkowano na obserwację. Zorganizowano sieć otwartych i zamaskowanych punktów obserwacyjnych. Nawiązano współpracę z punktami obserwacyjnymi Marynarki Wojennej, a w strażnicach nadmorskich wprowadzono patrol pogotowia. W nocy stosowano podsłuchy, patrole i zasadzki. W portach i przystaniach rybackich zorganizowano stałe posterunki do kontroli ruchu rybackiego. W głąb strefy nadgranicznej wysyłano 2 – 3 razy w tygodniu patrole żołnierzy WOP.

## Struktura organizacyjna
Organizacja 4 Brygady OP w 1948
- Dowództwo, sztab i pododdziały dowodzenia
- Samodzielny batalion ochrony pogranicza nr 2 – Lębork
- Samodzielny batalion ochrony pogranicza nr 8 – Sopot
- Samodzielny batalion ochrony pogranicza nr 10 – Sztutowo
- Flotylla ścigaczy WOP – Gdańsk Westerplatte.

Etat brygady przewidywał: 3 bataliony, 1428 wojskowych i 12 pracowników cywilnych.
Na terenie odpowiedzialności brygady funkcjonowało trzy GPK:
- Graniczna Placówka Kontrolna nr 21 „Gdynia” (morska)
- Graniczna Placówka Kontrolna nr 22 „Gdańsk” (morska)
- Graniczna Placówka Kontrolna nr 23 „Gdańsk-Wrzeszcz” (lotniskowa).

Organizacja 4 Brygady OP w końcu 1949
- dowództwo i sztab
- Samodzielny batalion ochrony pogranicza nr 2 – Lębork
- Samodzielny batalion ochrony pogranicza nr 8 – Sopot
- Samodzielny batalion ochrony pogranicza nr 10 – Elbląg
- 2 Samodzielne Bataliony Kontroli Granicznej (SBKG)
- 15 strażnic WOP
- 2 Morskie Graniczne Punkty Kontrolne (MGPK)
- 22 Placówki Kontroli Ruchu Rybackiego (PKRR).

## Sąsiednie brygady
- 12 Brygada Ochrony Pogranicza ⇔ 7 Brygada Ochrony Pogranicza – 24.04.1948–31.12.1950

## Dowódcy brygady
- ppłk Józef Hajdukiewicz
- ppłk Władysław Bąk.

## Przekształcenia
4 Oddział Morski Ochrony Pogranicza → 12 Gdański Oddział WOP → 4 Brygada Ochrony Pogranicza → 16 Brygada WOP → 16 Kaszubska Brygada WOP → Kaszubska Brygada WOP → Morski i Mazursko Warmiński Oddział SG